# Prometheus XIII
Prometheus XIII is een hoorspel uit 1973. Het is de vierde serie uit de Matt Meldon-cyclus geschreven door de Belg Paul van Herck.
In de hoofdrollen speelde steevast Bert Dijkstra als Matt Meldon en Paul van der Lek als Generaal Stevens.
- Genre: sciencefiction
- Auteur: Paul van Herck
- Bewerking: -
- Regie: Harry Bronk
- Techniek: -
- Aantal delen: 20
- Tijdsduur: 352 minuten

## Het verhaal
Na de avonturen op de maan in Apollo XXI - Het maanmysterie, Venus in De gesluierde planeet en in Tunnel der duisternis bekijken Matt en zijn verloofde Valerie op TV de Marslanding van de Prometheus XIII. De verbinding wordt verbroken en het blijkt dat de Martianen van plan zijn de Aarde te veroveren.